# Respirando la notte luna
Respirando la notte luna, è un album di Umberto Balsamo del 1990. Sono contenute canzoni nuove e tre vecchie: L'angelo azzurro, Natalì e Balla. Considerato che ci sono sette canzoni nuove e tre vecchie, che comunque sono reincisioni, non si può considerare una raccolta.

## Tracce
1. Respirando la notte luna
2. Innamorate
3. Questo amore
4. Oltre il nord
5. C'eravamo tanto amati
6. Il giorno in cui mi lascerai
7. E vinci tu
8. L'angelo azzurro
9. Natalì
10. Balla